# Kỷ nguyên Elysium
Kỷ nguyên Elysium (tựa gốc: Elysium) là một phim điện ảnh khoa học viễn tưởng hành động của Mỹ năm 2013 do Neill Blomkamp đạo diễn, đồng biên kịch và sản xuất. Phim có sự tham gia của Matt Damon, Jodie Foster, Alice Braga và Sharlto Copley. Phim lấy bối cảnh song song giữa một Trái Đất bị tàn phá và một môi trường không gian xa xỉ (thiết kế hình xuyến Stanford) gọi là Elysium. Nội dung phim đề cập đến các chủ đề chính trị và xã hội như nhập cư, quá tải dân số, y tế, bóc lột lao động, hệ thống pháp lý và vấn đề giai cấp.
Bộ phim được phát hành vào ngày 9 tháng 8 năm 2013, phát hành bởi Sony qua hệ thống phân phối của Tristar, trên cả các hệ thống rạp truyền thống lẫn IMAX. Phim nhận nhiều đánh giá tích cực, nhưng các nhà phê bình đánh giá phim là một bước lùi của đạo diễn Blomkamp, so với bộ phim trước đó của ông là District 9. Phim đạt doanh thu 286 triệu USD và được phát hành DVD vào ngày 17 tháng 12 năm 2013.

## Nội dung
Năm 2154, Trái Đất đang trải qua cuộc tuyệt chủng sinh thái, với tình trạng quá tải dân số, bệnh dịch và ô nhiễm môi trường. Đa phần người dân sống trong nghèo khổ trên mặt đất, trong khi những gia đình thượng lưu giàu có và quyền lực sống trên Elysium, một trạm vũ trụ quay quanh quỹ đạo bên ngoài khí quyển của Trái Đất.
Spider, một tin tặc sống ở Los Angeles, điều khiển ba tàu con thoi bay tới Elysium để đưa người trái phép lên, nhằm sử dụng Med-Bays trên đó, một thiết bị có thể chữa khỏi mọi tình trạng bệnh. Thư ký Phòng vệ Elysium, Delacourt ra lệnh bắn hạ hai chiếc tàu ngay ngoài không gian, làm chết hết tất cả mọi người trong khoang tàu, và bắt giam tất cả những người trên chiếc tàu còn lại đã vào được không phận của Elysium rồi trục xuất họ. Chủ tịch Elysium, Patel khiển trách bà vì hành động này, đe dọa sẽ sa thải nếu còn tái diễn. Để trả đũa, bà đề xuất với CEO của Armadyne Corp, John Carlyle một hợp đồng phòng vệ trọn đời để đổi lấy một chương trình cho phép Delacourt thực hiện một cuộc đảo chính và tự kích hoạt mình thành Chủ tịch. Carlyle viết xong mã lệnh chương trình và cất giữ nó trong não bộ của mình.
Trên Trái Đất, Max Da Costa, một tù nhân đang trong quá trình thử thách, làm công nhân cho Armadyne Corp, vô tình bị phơi nhiễm với một lượng phóng xạ chết người. Anh được đưa đi khám và có kết luận là chỉ còn năm ngày nữa để sống, rồi bị Armadyne cho nghỉ việc. Max và bạn mình, Julio tiếp cận Spider và làm một giao kèo: Nếu Max có thể trộm thành công thông tin từ một công dân quyền lực của Elysium, Spider sẽ đưa Max lên một tàu con thoi để sử dụng Med-Bay nhằm chữa trị cho Max. Mục tiêu đấy chính là sếp cũ của Max, Carlyle. Vì vấn đề thể trạng của Max đang suy yếu, Spider đã thực hiện phẫu thuật cấy ghép một khung xương máy ngoại vi lên cơ thể của Max, nhằm nâng cao sức mạnh và sức bền. Max và Julio tham gia bắn hạ con tàu của Carlyle khi nó đang bay đến Elysium nhằm bàn giao đoạn mã. Carlyle bị thương nặng trong cuộc đấu súng giữa các robot an ninh của mình và Max cùng đồng bọn. Max và Julio thành công trong việc trích xuất chương trình từ não bộ của Carlyle, nhưng dữ liệu đã bị khóa mã bởi một chương trình bảo mật. Delacourt gửi một nhóm mật vụ dẫn đầu bởi Mật vụ Kruger (người đã bị Patel sa thải vì trực tiếp bắn hạ tàu con thoi lúc trước) đi đoạt lại chương trình. Kruger hạ sát Julio và các thành viên khác, nhưng để xổng mất Max đã bị thương trốn thoát cùng với bản sao chép của chương trình đảo chính trong khi cái chết của Carlyle khiến việc thu hồi chương trình từ não bộ của ông là bất khả thi.
Max tìm sự giúp đỡ từ người bạn thủa bé là Frey, một y tá, để băng bó vết thương cho mình. Sau đó Max tìm tới Spider, người nhanh chóng nhận ra tầm quan trọng của dữ liệu Max đang giữ trong đầu. Delacourt ra lệnh khóa không phận, cấm toàn bộ chuyến bay đến Elysium, khiến Spider không thể đưa Max lên. Max giận dữ rời đi, nhưng đã bị Spider bí mật gắn máy theo dõi. Sau khi biết được Kruger bắt cóc Frey và con gái cô nhằm ép mình lộ diện, Max đối diện với Kruger và đòi đổi dữ liệu trong đầu lấy việc được sử dụng Med-Bay. Kruger đồng ý và Delacourt dỡ bỏ lệnh cấm bay để cả nhóm có thể bay đến Elysium. Trong chuyến bay, Max và Kruger đánh nhau giành dữ liệu, khiến cho một quả lựu đạn phát nổ ngay mặt Kruger, làm hư hỏng con tàu, khiến con tàu đâm xuống Elysium. Con gái của Frey cũng bị thương trong vụ nổ này. Max bị bắt và đưa tới cho Delacourt, bà ta ra lệnh cho một nhóm chuyên gia trích xuất dữ liệu từ trong đầu của Max. Max đánh trả, trốn thoát và tiến tới kho vũ khí để cứu Frey, người đang bị giam giữ bởi đội của Kruger. Kruger được cứu sống bởi một máy Med-Bay, rồi đi tìm Delacourt và đánh trọng thương bà. Hắn ra lệnh cho người của mình bắt đầu giết chóc các chính trị gia trên trạm trong khi hắn kết hợp với một khung xương máy tiên tiến hơn để đi săn lùng Max, nhằm tự tiến hành cuộc đảo chính cho riêng mình.
Nhân lúc hỗn loạn, Spider hạ cánh lên Elysium và đi tìm Max. Spider lập một giao kèo với Max là người của hắn sẽ bảo vệ Frey và đưa con gái cô dùng Med-Bay để đổi lấy dữ liệu. Họ tiến tới được máy chủ trung tâm, thì bị chặn lại bởi Kruger. Max và Kruger giao chiến trong một trận đánh đẫm máu, kết thúc bằng việc Max vô hiệu hóa được bộ kết nối của Kruger với khung xương. Kruger nỗ lực kéo Max chết chung bằng cách tự sát với một quả lựu đạn nhưng Max đã tránh được. Kruger chết ngay sau đó. Spider và Max kết nối với máy tính, và Spider nhận ra việc truyền tải dữ liệu sẽ khiến Max chết ngay lập tức. Max nói lời từ biệt Frey và khởi động việc tải dữ liệu, khiến anh hi sinh nhưng giúp Frey cứu được con gái mình. Lực lượng an ninh đã tới nhưng không bắt Spider, sau khi Spider khiến tất cả người trên Trái Đất được công nhận là công dân của Elysium. Các tàu y tế với máy Med-Bay khởi hành tới Trái Đất để bắt đầu cứu chữa tất cả những ai cần giúp đỡ.